# Ibias
Ibias ist eine Gemeinde (concejo in Asturien, entspricht dem municipio im übrigen Spanien) in der Autonomen Region Asturien.

## Geschichte
Wie beinahe überall in Asturien, bezeugen Dolmen, die frühe Besiedelung der Region. Bei den Orten  Seroiro, Pradías, Andeo und Villares de Arriba sind diese Bauwerke noch heute zu sehen. Bei den Orten Cecos, Villameirín, Fondodevilla, Sena und Laguía wurden Reste von Wallburgen gefunden, die wohl zum Schutz des abgebauten Goldes errichtet wurden. Die Minen wurden später auch von den Römern übernommen, welche jedoch keine größeren Bauwerke hinterließen.
Die erste urkundliche Erwähnung stammt aus dem beginnenden 10. Jahrhundert aus dem Testament von Fruela II. der die Klöster Sante Marie de Zeques und Sancti Antonini de Ibias benannte.

Während des spanischen  Freiheitskrieges war die Gemeinde ein steter Unruheherd mit mehreren kleineren Scharmützeln.
Während der Carlistenaufstände wechselte der Verwaltungssitz zwischen  Grandas de Salime, Tineo und Degaña hin und her, bis Ibias endgültig selbständig wurde.

## Wappen
Das Wappen der Familie Ibias: Ein Soldat tötet aus einer Burg einen Drachen.
Umlaufender Text: IBIAS IBIAS DIOS ME AYUDE (Ibias Ibias Gott helfe mir).

## Geologie
Grund und Boden

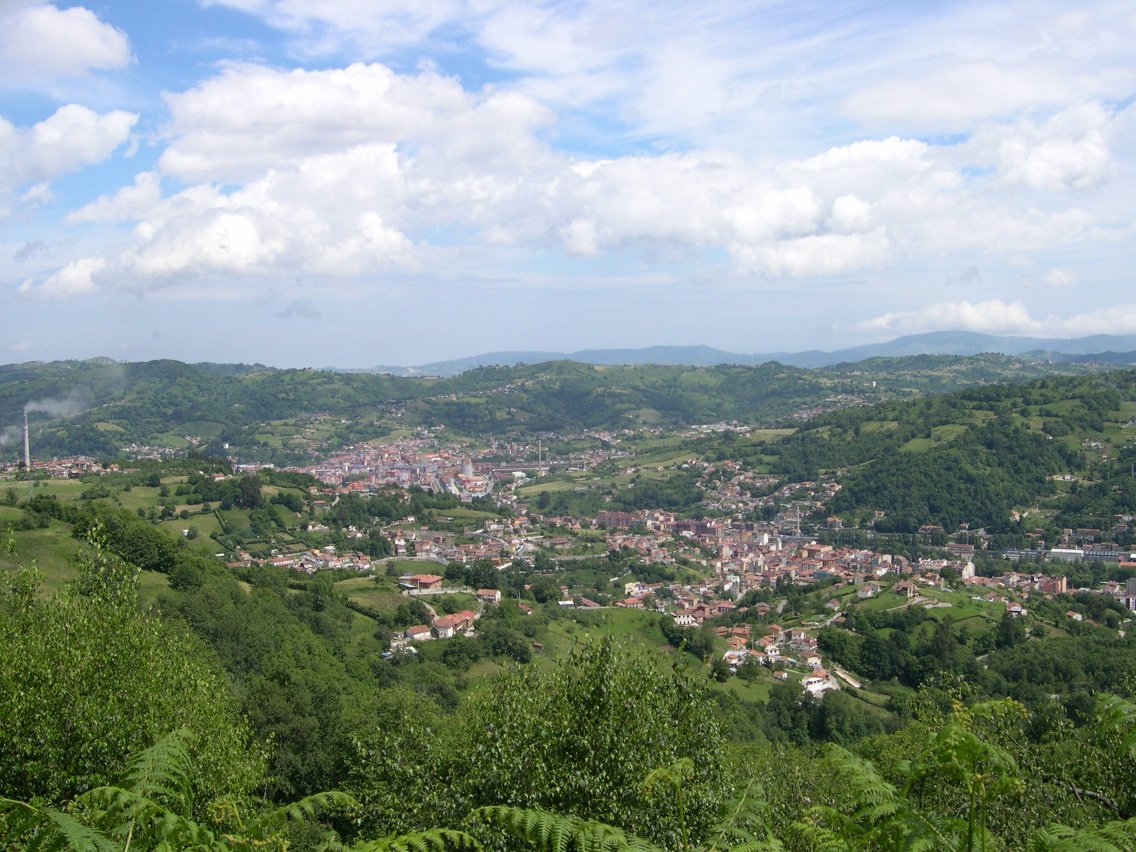
Das Tal von Ibias

Kalkstein und anderes metamorphe Sedimentgestein, sind die beherrschenden Gesteinsformationen.
Die Bergzüge der:
Sierra Leituelos, Sierra Busto, Sierra Cuias, Sierra Uria, Sierra de Andeo, Sierra el Bouzón, Sierra de Borde, Sierra de Torga, Sierra Mingatón, Sierra de Tormaleo, Sierra Pandelo, Sierra Ciacho und die Sierra Seroiro sowie die Wetterscheide der Cordillera Cantábrica, sind typisch für diesen Teil Asturiens.
Flüsse und Seen

Der Rio Navia ist der größte Fluss der Gemeinde, weitere Flüsse sind:
Rio Bustellin, Rio de Valias, Rio Cabo, Rio Aviouga, Rio Linares, Rio Teixeira, Valia Oscura, Rio El Reiguiron, Rio Reguero, Lagueiro, Rio de Forna, Rio Ibias, Rio Preliceria, Rio de Lagarin, Rio Busante, Rio Cervos, Rio Valdebois, Rio Valcarce, Rio Luina, Rio Llanelo und der Rio de la Collada.
Verkehrsanbindung
- Nächster internationaler Flugplatz:  Flughafen Asturias in Oviedo und Flughafen Santiago de Compostela.
- Von Aviles kommend Autobahn Richtung Soto, hier auf die AS-16, dieser folgen, über die AS-365, die die AS-15, bei Ventanueva auf die AS-348. am Kreuz Cadagoyoso ist San Antolin, die Hauptstadt angeschrieben.
- Haltestellen der FEVE sind in jedem Ort.

## Wirtschaft
Die Landwirtschaft konzentriert sich auf die Viehwirtschaft, den Anbau von Kartoffeln, Speiserüben und Getreide. Verwaltung, Handel und der wachsende Tourismus sind die wohl größten Arbeitgeber der Gemeinde.
Der Bergbau ist die letzten 50 Jahre wie beinahe überall in Europa im Rückgang begriffen. Die wenigen produzierenden Betriebe sind beinahe ausschließlich in der Holzverarbeitung tätig.
| | Beschäftigte | Anteil in Prozent |
| --- | ------------ | ----------------- |
| TOTAL | 497          | 100               |
| Ackerbau, Viehzucht und Fischerei                                                                              | 100          | 20,12             |
| Industrie | 140          | 28,17             |
| Bauwirtschaft                                                                                                  | 68           | 13,68             |
| Dienstleistungsbetriebe                                                                                        | 189          | 38,03             |
| * Daten aus dem Statistischen Amt für Wirtschaftliche Entwicklung in Asturien, Stand 2009 (PDF; 109 kB), SADEI |              |                   |

## Bevölkerungsentwicklung
Grafische Entwicklung der Bevölkerung von Ibias

## Politik
Die Aufteilung der 9 Sitze im Gemeinderat ist wie folgt:
| Historische Entwicklung der Sitzverteilung im Gemeinderat von Ibias | Historische Entwicklung der Sitzverteilung im Gemeinderat von Ibias | Historische Entwicklung der Sitzverteilung im Gemeinderat von Ibias | Historische Entwicklung der Sitzverteilung im Gemeinderat von Ibias | Historische Entwicklung der Sitzverteilung im Gemeinderat von Ibias | Historische Entwicklung der Sitzverteilung im Gemeinderat von Ibias | Historische Entwicklung der Sitzverteilung im Gemeinderat von Ibias | Historische Entwicklung der Sitzverteilung im Gemeinderat von Ibias | Historische Entwicklung der Sitzverteilung im Gemeinderat von Ibias | Historische Entwicklung der Sitzverteilung im Gemeinderat von Ibias | Historische Entwicklung der Sitzverteilung im Gemeinderat von Ibias |
| ------------------------------------------------------------------- | ------------------------------------------------------------------- | ------------------------------------------------------------------- | ------------------------------------------------------------------- | ------------------------------------------------------------------- | ------------------------------------------------------------------- | ------------------------------------------------------------------- | ------------------------------------------------------------------- | ------------------------------------------------------------------- | ------------------------------------------------------------------- | ------------------------------------------------------------------- |
| Partei                                                              | 1979                                                                | 1983                                                                | 1987                                                                | 1991                                                                | 1995                                                                | 1999                                                                | 2003                                                                | 2007                                                                | 2011                                                                | 2015                                                                |
| FAC                                                                 |                                                                     |                                                                     |                                                                     |                                                                     |                                                                     |                                                                     |                                                                     |                                                                     | 4                                                                   | 2                                                                   |
| ASO                                                                 |                                                                     |                                                                     |                                                                     |                                                                     |                                                                     |                                                                     |                                                                     |                                                                     | 3                                                                   |                                                                     |
| PSOE                                                                | 1                                                                   | 4                                                                   | 4                                                                   | 3                                                                   | 3                                                                   | 3                                                                   | 6                                                                   | 2                                                                   | 1                                                                   | 3                                                                   |
| PCE / IU-BA / IU-Los Verdes                                         | 3                                                                   | 2                                                                   | 1                                                                   | 2                                                                   | 1                                                                   | 1                                                                   | 1                                                                   | 1                                                                   | 1                                                                   |                                                                     |
| CD / AP / PP                                                        |                                                                     |                                                                     |                                                                     |                                                                     | 2                                                                   | 3                                                                   | 4                                                                   | 3                                                                   |                                                                     | 1                                                                   |
| UCD / CDS / CAS                                                     | 7                                                                   |                                                                     | 6                                                                   | 6                                                                   | 5                                                                   |                                                                     |                                                                     |                                                                     |                                                                     |                                                                     |
| URAS / URAS-PAS                                                     |                                                                     |                                                                     |                                                                     |                                                                     |                                                                     | 4                                                                   |                                                                     |                                                                     |                                                                     |                                                                     |
| AASI                                                                |                                                                     |                                                                     |                                                                     |                                                                     |                                                                     |                                                                     |                                                                     | 3                                                                   |                                                                     |                                                                     |
| Independientes                                                      |                                                                     | 5                                                                   |                                                                     |                                                                     |                                                                     |                                                                     |                                                                     |                                                                     |                                                                     |                                                                     |
| NOS-IBIAS                                                           |                                                                     |                                                                     |                                                                     |                                                                     |                                                                     |                                                                     |                                                                     |                                                                     |                                                                     | 3                                                                   |
| Total                                                               | 11                                                                  | 11                                                                  | 11                                                                  | 11                                                                  | 11                                                                  | 11                                                                  | 11                                                                  | 9                                                                   | 9                                                                   | 9                                                                   |

## Parroquias
Ibias ist in 11 Parroquias unterteilt:
- Cecos
- Marentes
- Los Cotos (Os Coutos)
- Pelliceira (A Peliceira)
- San Antolín de Ibias (Santo Antolín de Ibias)
- San Clemente
- Sena
- Seroiro
- Sisterna (Astierna)
- Taladrid (Taladriz)
- Tormaleo

## Sehenswertes
- Die herausragende natürliche Sehenswürdigkeit ist wohl das UNESCO geschützte  Biosphärenreservat „Reserva de la Biosfera de Muniellos, Alto Narcea, Degaña e Ibias“